# Successioni alternative alla Corona inglese
La successione alla Corona del Regno Unito è determinata dall'Act of Settlement 1701. Questo atto prevedeva che se Guglielmo III e la regina Anna fossero morti entrambi senza eredi, la corona sarebbe passata a Sofia di Hannover (nipote di re Giacomo I) ed ai suoi eredi di fede protestante. All'epoca del passaggio dell'atto, era molto probabile che sia Guglielmo che Anna sarebbero morti senza eredi, come poi effettivamente fu. Questa legge venne applicata sempre, ad eccezione dell'emendamento approvato nel 1936, che stabilì che ogni discendente di Edoardo VIII non avesse a pretendere la corona d'Inghilterra. Questo emendamento diede prova di essere puramente accademico, dal momento che Edoardo VIII che pure abdicò, morì senza figli nel 1972.
Contemporaneamente, la storia inglese ha evidenziato diverse altri probabili pretendenti alla corona inglese e diversi studiosi hanno evidenziato tali possibili successioni.
In questo articolo, i nomi dei monarchi storici sono indicati in grassetto mentre i nomi di coloro che "sarebbero divenuti sovrani" sono scritti in corsivo.

## Abdicazione di Riccardo II
Riccardo II abdicò in favore di Enrico di Bolingbroke il 29 settembre 1399. Ad ogni modo, Enrico non era il successore alla linea al trono; l'erede presunto era infatti Edmund Mortimer, conte di March, che era discendente del figlio secondogenito di Edoardo III, Lionello Plantageneto, I duca di Clarence, dal momento che il padre di Enrico, Giovanni Plantageneto, I duca di Lancaster, era figlio terzogenito di Edoardo.
La discendenza di Edmondo, ad ogni modo, ereditò una mancata successione di breve durata dal momento che un suo discendente, Edoardo IV, venne proclamato re nel 1461.
1. Edoardo III d'Inghilterra
2. Edoardo il Principe Nero, primo figlio di Edoardo III
3. Riccardo II d'Inghilterra, figlio secondogenito di Edoardo, il Principe Nero
4. Lionello Plantageneto, I duca di Clarence, figlio terzogenito di Edoardo III
5. Filippa Plantageneta, V contessa di Ulster, unica figlia di Lionello
6. Ruggero Mortimer, IV conte di March, figlio primogenito di Filippa
7. Edmondo Mortimer, V conte di March, figlio primogenito di Ruggero
8. Anna Mortimer, figlia primogenita di Roger
9. Riccardo Plantageneto, III duca di York, unico figlio di Anna
10. Edoardo IV d'Inghilterra, figlio primogenito di Riccardo

## Discendenti di Giorgio Plantageneto, duca di Clarence
La pretesa di questa linea alla corona britannica è basata sul fatto che Edoardo IV non fosse figlio di Riccardo Plantageneto, III duca di York, e pertanto egli non avesse il diritto di pretendere per sé la corona. Quando Riccardo rimase ucciso nella Battaglia di Wakefield, i suoi diritti passarono a suo figlio primogenito, Edmondo, conte di Rutland, il quale venne decapitato poco dopo la battaglia, e quindi a Giorgio, duca di Clarence. I sostenitori della linea di Clarence hanno negli anni messo in discussione anche la validità del matrimonio di Edoardo IV con Elizabeth Woodville, il che fa intuire che anche se Edoardo fosse stato legittimo, i suoi figli non lo furono. Altro punto di discussione fu il fatto che Enrico VI fece passare una legge nel 1470 che prevedeva che se lui e suo figlio Edoardo di Westminster fossero morti senza altri eredi legittimi, la corona sarebbe passata al ramo dei Clarence, dal momento che Enrico aveva posto il proprio veto su Edoardo IV. Quando Enrico morì nel 1471 (il principe Edoardo era morto poco prima in battaglia), i Clarence (che potevano dirsi anche discendenti di Giovanni Plantageneto, I duca di Lancaster) divennero gli eredi legali di Enrico VI e della Casa di Lancaster.
L'attuale discendente di questa linea è Simon Abney-Hastings, XV conte di Loudoun. La linea di successione è la seguente:
1. Giorgio Plantageneto, I duca di Clarence, figlio terzogenito (secondo "legittimo") di Riccardo Plantageneto, III duca di York
2. Edoardo Plantageneto, XVII conte di Warwick, figlio primogenito di Giorgio
3. Margaret Pole, VIII contessa di Salisbury, figlia di Giorgio
4. Henry Pole, I barone Montagu, figlio primogenito di Margaret
5. Henry Pole, figlio secondogenito di Enrico
6. Catherine Hastings, figlia primogenita e terza nella linea di successione di Enrico, I barone Montagu
7. Henry Hastings, III conte di Huntingdon, figlio primogenito di Catherine
8. George Hastings, IV conte di Huntingdon, figlio secondogenito di Catherine
9. Francis Hastings, primo figlio di George
10. Henry Hastings, V conte di Huntingdon, unico figlio di Francis
11. Ferdinando Hastings, VI conte di Huntingdon, figlio primogenito di Henry
12. Theophilus Hastings, VII conte di Huntingdon, unico figlio di Ferdinando
13. George Hastings, VIII conte di Huntingdon, figlio secondogenito di Theophilus
14. Theophilus Hastings, IX conte di Huntingdon, figlio terzogenito di Theophilus
15. Francis Hastings, X conte di Huntingdon, figlio primogenito di Theophilus, IX conte
16. Elizabeth Rawdon, XVI baronessa Botreaux, unica figlia, seconda in linea di successione di Theophilus, IX conte
17. Francis Rawdon-Hastings, I marchese di Hastings, figlio primogenito di Elizabeth
18. George Rawdon-Hastings, II marchese di Hastings, figlio primogenito legittimo di Francis
19. Paulyn Rawdon-Hastings, III marchese di Hastings, figlio primogenito di George
20. Henry Rawdon-Hastings, IV marchese di Hastings, figlio secondogenito di George
21. Edith Rawdon-Hastings, X contessa di Loudoun, prima figlia, terza in linea di successione di George
22. Charles Rawdon-Hastings, XI conte di Loudoun, figlio primogenito di Edith
23. Paulyn Francis Cuthbert Rawdon-Hastings, figlio secondogenito di Edith
24. Edith Maud Abney-Hastings, XII contessa di Loudoun, prima figlia, terza in linea di successione di Paulyn
25. Ian Huddleston Abney-Hastings, lord Mauchline, unico figlio di Edith
26. Barbara Abney-Hastings, XIII contessa di Loudoun, prima figlia, seconda in linea di successione di Edith
27. Michael Abney-Hastings, XIV conte di Loudoun, figlio primogenito di Barbara
28. Simon Abney-Hastings, XV conte di Loudoun, figlio primogenito di Michael

## Discendenti di Giovanni, duca di Lancaster
La famiglia dei Beaufort discende in linea maschile da re Edoardo III d'Inghilterra attraverso il suo figlio terzogenito, Giovanni e dai conti (poi duchi) di Somerset, marchesi di Worcester e duchi di Beaufort sino ai giorni nostri. Giovanni ebbe quattro figli illegittimi con la sua amante, Katherine Swynford, poi sua moglie. Questi figli vennero pertanto "legittimati" ed il maggiore di questi, John Beaufort, I conte di Somerset (1373 – 16 marzo 1410), è diretto antenato per via patrilineare dell'attuale Duca di Beaufort. La dinastia dei Beaufort dunque può essere considerata una linea cadetta del ramo lancastriano dei Plantageneti.
- Edoardo III d'Inghilterra (1312-1377), regnante dal 1327.
- Giovanni Plantageneto, I duca di Lancaster (1340-1399), figlio terzogenito
- John Beaufort, I conte di Somerset (1373-1410), figlio primogenito legittimato

John Beaufort, I conte di Somerset, era il primo dei quattro figli illegittimi nati da Giovanni Plantageneto, I duca di Lancaster e dalla sua amante Katherine Swynford, poi sua moglie. Beaufort nacque attorno al 1371 ed il suo cognome probabilmente riflette la signoria paterna di Beaufort nella regione francese dello Champagne.
Nel 1396, dopo il matrimonio dei genitori, Giovanni e i suoi fratelli e sorelle vennero legittimati con una bolla papale. Già all'inizio di quell'anno, la loro legittimazione venne riconosciuta con un atto del parlamento inglese e, alcuni giorni dopo, Giovanni era stato creato Conte di Somerset (10 febbraio 1397).
- Edmund Beaufort, II duca di Somerset (1406-1455), figlio (il titolo venne elevato a "Duca") di John
- Henry Beaufort, III duca di Somerset (1436-1464), figlio del precedente

Nel 1485, re Riccardo III venne ucciso in battaglia e la casa dei Plantageneti venne detronizzata ed al trono salì Enrico Tudor, poi indicato come Enrico VII d'Inghilterra. Questa la successione alternativa che dopo il 1485, anche durante le successive dinastie, utilizzando esclusivamente la primogenitura, guida la casata dei Beaufort sino ai giorni nostri.
1. Charles Somerset, I conte di Worcester (c. 1460-1526), figlio legittimato di Henry Beaufort, III duca di Somerset, nipote del I conte e di Joan Hill. Elevato al titolo di conte di Worcester nel 1514.
2. Henry Somerset, II conte di Worcester (c. 1495-1548), unico figlio legittimo del I conte
3. William Somerset, III conte di Worcester (m. 1589), figlio primogenito del II conte
4. Edward Somerset, IV conte di Worcester (1553-1628), unico figlio del III conte
5. Henry Somerset, V conte e I marchese di Worcester (1577-1646), figlio primogenito del IV conte, noto Cavalier, creato marchese nel 1643
6. Edward Somerset, II marchese di Worcester (1601-1667), figlio primogenito del I marchese, fu un noto inventore
7. Henry Somerset, III marchese di Worcester (1629-1700) venne creato duca di Beaufort nel 1682, con la Restaurazione
8. Henry Somerset, II duca di Beaufort (1684-1714), nipote del precedente
9. Henry Scudamore, III duca di Beaufort (1707-1745), figlio primogenito del II duca, morto senza eredi
10. Charles Noel Somerset, IV duca di Beaufort (1709-1756), figlio secondogenito del II duca
11. Henry Somerset, V duca di Beaufort (1744-1803), unico figlio del IV duca
12. Henry Charles Somerset, VI duca di Beaufort (1766-1835), figlio primogenito del V duca
13. Henry Somerset, VII duca di Beaufort (1792-1853), figlio primogenito del VI duca
14. Henry Charles FitzRoy Somerset, VIII duca di Beaufort (1824-1899), unico figlio del VII duca
15. Henry Adelbert Wellington FitzRoy Somerset, IX duca di Beaufort (1847-1924), figlio primogenito dell'VIII duca
16. Henry Hugh Arthur FitzRoy Somerset, X duca di Beaufort (1900-1984), unico figlio del IX duca, morto senza eredi.
17. David Robert Somerset, XI duca di Beaufort (1928-2017), pronipote di Rt. Hon. Lord Henry Richard Charles Somerset, figlio secondogenito dell'VIII duca.
18. Henry John FitzRoy Somerset, XII duca di Beaufort (n. 1952), figlio primogenito dell'XI duca, attuale duca di Beaufort.

Erede apparente del duca di Beaufort: Henry Robert FitzRoy Somerset, marchese di Worchester (n. 1989), figlio primogenito

## Discendenti di Maria Tudor, regina di Francia
Il Third Succession Act di Enrico VIII garantì allo stesso Enrico il diritto di mantenere per sé la corona. Il suo testamento specificò che, in mancanza di eredi da suo figlio, il trono sarebbe passato agli eredi di sua sorella minore, Maria Tudor, regina di Francia, scavalcando la linea di sua sorella maggiore Margherita Tudor, rappresentata dalla cattolica Maria di Scozia. Edoardo VI confermò questa disposizione con delle lettere patenti. L'erede legittima e legale di Elisabetta I sarebbe dunque dovuta essere Anne Stanley, contessa di Castlehaven (il matrimonio di Lady Catherine Grey era infatti stato annullato ed i suoi figli dichiarati illegittimi da Elisabetta I).
La successione, sulla base di questa teoria, sarebbe stata la seguente:
1. Enrico VIII d'Inghilterra
2. Edoardo VI d'Inghilterra, unico figlio maschio di Enrico
3. Maria I d'Inghilterra, figlia primogenita di Enrico
4. Elisabetta I d'Inghilterra, figlia secondogenita di Enrico
5. Maria Tudor, regina di Francia, terza figlia e sesta in linea di successione di Enrico VII
6. Lady Eleanor Brandon, figlia secondogenita, terza in linea di successione di Maria
7. Lady Margaret Clifford, unica figlia, terza in linea di successione di Eleanor
8. Ferdinando Stanley, V conte di Derby, figlio primogenito di Margaret
9. Anne Stanley, contessa di Castlehaven, figlia primogenita, prima in linea di successione di Ferdinando
10. George Brydges, VI barone Chandos, figlio primogenito di Anne
11. Margaret Brydges, figlia primogenita, prima in linea di successione di George
12. George Brydges Skipwith, figlio primogenito di Margaret
13. Elizabeth Brownlow, figlia primogenita, seconda in linea di successione di Margaret
14. George Brownlow Doughty, figlio primogenito di Elizabeth
15. Henry Doughty senior, unico figlio di George
16. Henry Doughty, unico figlio di Henry
17. Elizabeth Doughty, unica figlia di Henry senior

Dal momento che la linea di lady Anne Stanley si può ritenere estinta con la morte di Elizabeth Doughty, la linea passa quindi ai discendenti della sorella di lady Anne, lady Frances Stanley:
1. Lady Frances Stanley, figlia secondogenita, seconda in linea di successione di Ferdinando
2. John Egerton, II conte di Bridgewater, figlio primogenito di Frances
3. John Egerton, III conte di Bridgewater, figlio primogenito di John
4. Scroop Egerton, I duca di Bridgewater, figlio terzogenito di John, III conte
5. Lady Anne Egerton, figlia primogenita, quinta in linea di successione di Scroop
6. George Villiers, IV conte di Jersey, unico figlio di Anne
7. George Child Villiers, V conte di Jersey, figlio primogenito di George, IV conte
8. George Child Villiers, VI conte di Jersey, figlio primogenito di George, V conte
9. Victor Child Villiers, VII conte di Jersey, unico figlio di George, VI conte
10. George Child Villiers, VIII conte di Jersey, figlio primogenito di Victor
11. George Child Villiers, IX conte di Jersey, figlio primogenito di George
12. Lady Caroline Child Villiers, unico figlio nato dal primo matrimonio di George

L'erede apparente di lady Caroline era suo figlio Timothy Elliot-Murray-Kynynmound, VII conte di Minto.
Anche se il IX conte di Jersey ebbe dei figli dal suo terzo matrimonio, dopo aver divorziato dalla sua prima moglie, che era ancora viva quando si risposò per la terza volta. Sulla base di una stretta aderenza alle leggi di successione ed alla tradizione presa in considerazione nel 1603, e stabilito che al 1603 non era stata fatta nessuna legge per regolare la successione dal parlamento, né alcuna legge ha ricevuto l'assenso reale. Sulla base della legge come si presentava nel 1603, il divorzio del IX conte di Jersey non era valido e pertanto il suo secondo matrimonio e così il terzo non sono da considerarsi ed i figli nati da quest'ultima unione sarebbero da considerarsi illegittimi. Di conseguenza, l'attuale pretendente della linea Stanley al trono d'Inghilterra dovrebbe essere l'unico figlio avuto dal IX conte dal suo primo matrimonio, Lady Caroline Ogilvy (nata Child Villiers). Per una casualità anche la famiglia di suo marito è pretendente al trono britannico, col nipote di lady Caroline, James Ogilvy, quarantesimo in linea di successione.
Vi sono dubbi sulla legittimità di Edward Seymour, visconte Beauchamp. Sicuramente Giacomo I riteneva la linea dei Seymour come legittima, e basò su questa concezione la sua personale successione al diritto di primogenitura, ignorando il Testamento di Enrico VIII. Ad ogni modo, i Seymour vennero posti a capo della linea di successione degli Stanley.
La successione in questo senso sarebbe stata la seguente:
1. Enrico VIII d'Inghilterra
2. Edoardo VI d'Inghilterra, unico figlio maschio di Enrico
3. Maria I d'Inghilterra, figlia primogenita di Enrico
4. Elisabetta I d'Inghilterra, figlia secondogenita di Enrico
5. Maria Tudor, regina di Francia, terza figlia e sesta in linea di successione di Enrico VII
6. Lady Frances Brandon, prima figlia, seconda in linea di successione di Maria
7. Lady Catherine Grey, seconda figlia, seconda in linea di successione di Frances
8. Edward Seymour, visconte Beauchamp, figlio primogenito di Catherine
9. William Seymour, II duca di Somerset, figlio secondogenito di Edward
10. Henry Seymour, lord Beauchamp, figlio terzogenito di William
11. Lady Elizabeth Seymour, unica figlia, seconda in linea di successione di Henry
12. Charles Bruce, III conte di Ailesbury, figlio secondogenito di Elizabeth
13. Lady Mary Bruce, prima figlia, terza in linea di successione di Charles
14. James Brydges, III duca di Chandos, unico figlio di Mary
15. Lady Anne Elizabeth Brydges, unico figlio di James
16. Richard Temple-Nugent-Brydges-Chandos-Grenville, II duca di Buckingham e Chandos, figlio primogenito di Anne
17. Richard Temple-Nugent-Brydges-Chandos-Grenville, III duca di Buckingham e Chandos, unico figlio di Richard
18. Mary Morgan-Grenville, XI lady Kinloss, prima figlia di Richard
19. Luis Chandos Francis Temple Morgan-Grenville, figlio secondogenito di Mary
20. Mary Freeman-Grenville, XII lady Kinloss, prima figlia di Luis
21. Teresa Freeman-Grenville, XIII lady Kinloss, prima figlia, seconda in linea di successione di Mary

L'erede presunto di lady Kinloss è sua sorella, Hester Josephine Anne Freeman-Grenville, che ha sposato Peter Haworth dal quale ha avuto tre figli.

## Continuazione della casata degli Stuart
Gli eredi cattolici del deposto Giacomo II d'Inghilterra vennero decretati come ineleggibili dall'Act of Settlement 1701.
1. Carlo I d'Inghilterra
2. Giacomo II d'Inghilterra, figlio secondogenito di Carlo I
3. James Francis Edward Stuart, unico figlio di Giacomo II
4. Charles Edward Stuart, figlio primogenito di James Francis. Non ebbe eredi legittimi da sua moglie. Ebbe una figlia illegittima che ebbe discendenti, ma senza diritto di successione al trono.
5. Henry Benedict Stuart, figlio secondogenito di James Francis. Fu cardinale e non ebbe figli.

Alla morte di Henry, i diritti di successione pretesi passarono al suo cugino di secondo grado, Carlo Emanuele IV di Savoia, e quindi a suo fratello Vittorio Emanuele I di Savoia. Carlo Emanuele e Vittorio Emanuele erano entrambi discendenti da re Carlo I d'Inghilterra.
1. Carlo I d'Inghilterra
2. Henrietta Anne Stuart, figlia minore di Carlo I
3. Anna Maria di Borbone-Orléans, seconda figlia, terza in linea di successione di Henrietta Anne
4. Carlo Emanuele III di Savoia, figlio secondogenito di Anna Maria
5. Vittorio Amedeo III di Savoia, figlio secondogenito di Carlo Emanuele
6. Carlo Emanuele IV di Savoia, figlio primogenito di Vittorio Amedeo
7. Vittorio Emanuele I di Savoia, figlio secondogenito di Vittorio Amedeo
8. Maria Beatrice di Savoia, figlia primogenita, seconda in linea di successione di Vittorio Emanuele
9. Ferdinando Carlo Vittorio d'Asburgo-Este, figlio secondogenito di Maria Beatrice
10. Maria Teresa Enrichetta d'Asburgo-Este, unica figlia di Ferdinando
11. Rupprecht di Baviera, figlio primogenito di Maria Teresa
12. Alberto Leopoldo di Baviera, figlio secondogenito di Rupprecht
13. Francesco Bonaventura di Baviera detto "Franz", figlio primogenito di Alberto Leopoldo

Alla morte di Franz, le sue pretese sulle corone d'Inghilterra e di Scozia passeranno a suo fratello minore, il principe Max. Dopo la morte di Max è probabile che tali pretese vengano ereditate dal Principe del Liechtenstein attraverso la principessa ereditaria Sofia.
Una successione alternativa di questa casata potrebbe essere quella secondo la quale si assuma che Maria Beatrice di Savoia, avendo sposato suo zio, avrebbe potuto tranquillamente contrarre tale matrimonio come valido nel Regno di Sardegna, e, pertanto, anche in Inghilterra ed in Scozia. Tuttavia tale matrimonio sarebbe stato per la coppia illegale nel Regno Unito, e quindi per alcuni studiosi la pretesa giacobita sarebbe da allora passata da Maria Beatrice a sua sorella Maria Teresa come segue:
1. Carlo I d'Inghilterra
2. Henrietta Anne Stuart, figlia minore di Carlo I
3. Anna Maria di Borbone-Orléans, seconda figlia, terza in linea di successione di Henrietta Anne
4. Carlo Emanuele III di Savoia, figlio secondogenito di Anna Maria
5. Vittorio Amedeo III di Savoia, figlio secondogenito di Carlo Emanuele
6. Carlo Emanuele IV di Savoia, figlio primogenito di Vittorio Amedeo
7. Vittorio Emanuele I di Savoia, figlio secondogenito di Vittorio Amedeo
8. Maria Teresa di Savoia, figlia secondogenita di Vittorio Emanuele
9. Roberto I di Parma, nipote di Maria Teresa
10. Enrico di Borbone-Parma, figlio primogenito di Roberto
11. Giuseppe di Borbone-Parma, figlio secondogenito di Roberto
12. Elia di Borbone-Parma, figlio terzogenito di Roberto
13. Roberto Ugo di Borbone-Parma, figlio primogenito di Elia
14. Elisabetta di Borbone-Parma, figlia secondogenita di Elia
15. Alice di Borbone-Parma, figlia terzogenita di Elia

Un'ulteriore pretesa proviene da Peter Pininski che si ritiene discendente dai discendenti legittimati di Charles Edward Stuart noto come "il Giovane Pretendente", attraverso le famiglie Rohan o Roehenstadt. Ad ogni modo questa pretesa è disputata dai genealogisti per il fatto che i Rohan furono una grande famiglia e pertanto è facile confondersi coi suoi membri. "Marie Victoire Adelaide" ad esempio può essere confusa con un altro membro della famiglia chiamata Marie Victoire, che non è discendente degli Stuart.
1. Carlo I d'Inghilterra
2. Giacomo II d'Inghilterra, figlio terzogenito di Carlo I
3. James Francis Edward Stuart, unico figlio di Giacomo II, "il Vecchio Pretendente"
4. Charles Edward Stuart, figlio primogenito di James Francis, "il Giovane Pretendente"
5. Charlotte Stuart, duchessa di Albany, unica figlia sopravvissuta di Charles Edward e della sua amante, Clementina Walkinshaw. Legittimata nel 1784.
6. Charles Edward Stuart, conte Roehenstart, figlio illegittimo di Charlotte, allevato in segreto ma successivamente legittimato da adulto.[20]
7. Marie Victoire Adelaide, figlia illegittima di Charlotte, allevata in segreto.
8. Antime, figlio di Marie Victoire e di Paul Anthony Louis Bertrand de Nikorowicz.[21]
9. Charles, figlio di Antime
10. Julia-Thérèse, sorella di Charles e sposa del barone Alexander Pininski
11. Mieczyslas Pininski, figlio primogenito di Julia-Thérèse
12. Stanislas Pininski figlio primogenito di Mieczyslas
13. Peter Pininski, figlio primogenito di Stanislas

## Primogenitura assoluta
Il 28 ottobre 2011, durante il Commonwealth Heads of Government Meeting a Perth, Western Australia, venne annunciato che la proposta avanzata dal primo ministro britannico David Cameron di cambiare le leggi di successione nei 16 paesi del Commonwealth aveva ricevuto il supporto unanime dei primi ministri degli altri reami. Queste alterazioni avrebbero rimpiazzato la primogenitura a preferenza maschile (che prevede la preferenza dei maschi alle femmine per la successione al trono) con una precedenza assoluta per i discendenti dell'attuale principe di Galles, ponendo fine anche al bando per i matrimoni con i cattolici, bastando perciò il solo assenso reale. Il fatto che comunque il sovrano debba essere in comunione con la Chiesa d'Inghilterra rimane.
Questi cambiamenti sono stati recepiti dal Succession to the Crown Act 2013; ma non si applicano retroattivamente.
Se questo sistema di primogenitura fosse stato applicato alla morte della Regina Vittoria (il cui successore fu il secondogenito e primo figlio maschio, Edoardo VII), la principessa reale Vittoria sarebbe divenuta regina e così suo figlio ed i suoi discendenti.
1. Vittoria del Regno Unito di Gran Bretagna ed Irlanda e Imperatrice d'India
2. Vittoria, imperatrice di Germania e regina di Prussia, figlia primogenita della regina Vittoria
3. Guglielmo II, imperatore di Germania e re di Prussia, figlio primogenito della principessa Vittoria
4. Guglielmo di Prussia, figlio primogenito dell'imperatore Guglielmo II
5. Felicita di Prussia, figlio primogenito del principe Guglielmo che premorì al padre
6. Friederike Thyra Marion Wilhelmine Dorothea von der Osten, figlia primogenita della principessa Felicita

Friederike non è considerata una pretendente al trono britannico, dal momento che la sua linea di successione è considerata completamente ipotetica. La successiva in linea di successione sarebbe la sua primogenita, Felicitas Catharini Malina Johanna von Reiche.